# Kataklysm
Kataklysm est un groupe canadien de black et death metal mélodique, originaire de Montréal, au Québec. Il est formé en 1991 et enregistre, en 1992, une première cassette démo intitulée The Mystical Gate Cycle of Reincarnation. En 2016, le groupe compte un total de 12 albums studio, trois démos, deux EP, et deux albums live.

## Histoire

### Débuts (1991–1997)
Kataklysm est formé en automne 1991 dans la ville de Québec ou Montréal (selon les sources). À leurs débuts, ils jouent un style de metal rapide et chaotique avant le départ de Sylvain Houde, et après l'arrivée du bassiste et choriste Maurizio Iacono et du bassiste Stéphane Barbe. En février 1992, le groupe enregistre une première cassette démo intitulée The Death Gate Cycle of Reincarnation. Dès lors, le groupe identifie son style musical sous le terme de « metal hyper-blast du nord » ou « northern hyperblast. »
Le groupe se compose initialement du chanteur Aquarius Sylvain Mars Venus (Sylvain Houde), des guitaristes Jean-François Dagenais et Stéphane Côté, du bassiste Maurizio Iacono et du batteur Ariel Saïed. Le groupe signe au label allemand Nuclear Blast Records pour la sortie de leur premier EP intitulé The Mystical Gate of Reincarnation, qui comprend la chanson ainsi qu'une chanson intitulée The Orb of Uncreation. Une autre préproduction donne la démo The Vortex of Resurrection. Dès lors, le groupe devient quatuor, après le départ de Stéphane Côté,qui formera le groupe Obscene Crisis, et présentera Max Duhamel à la batterie comme revendiqué dans le single Vision the Chaos (1994).

### DeSorceryàPrevail(1998–2006)

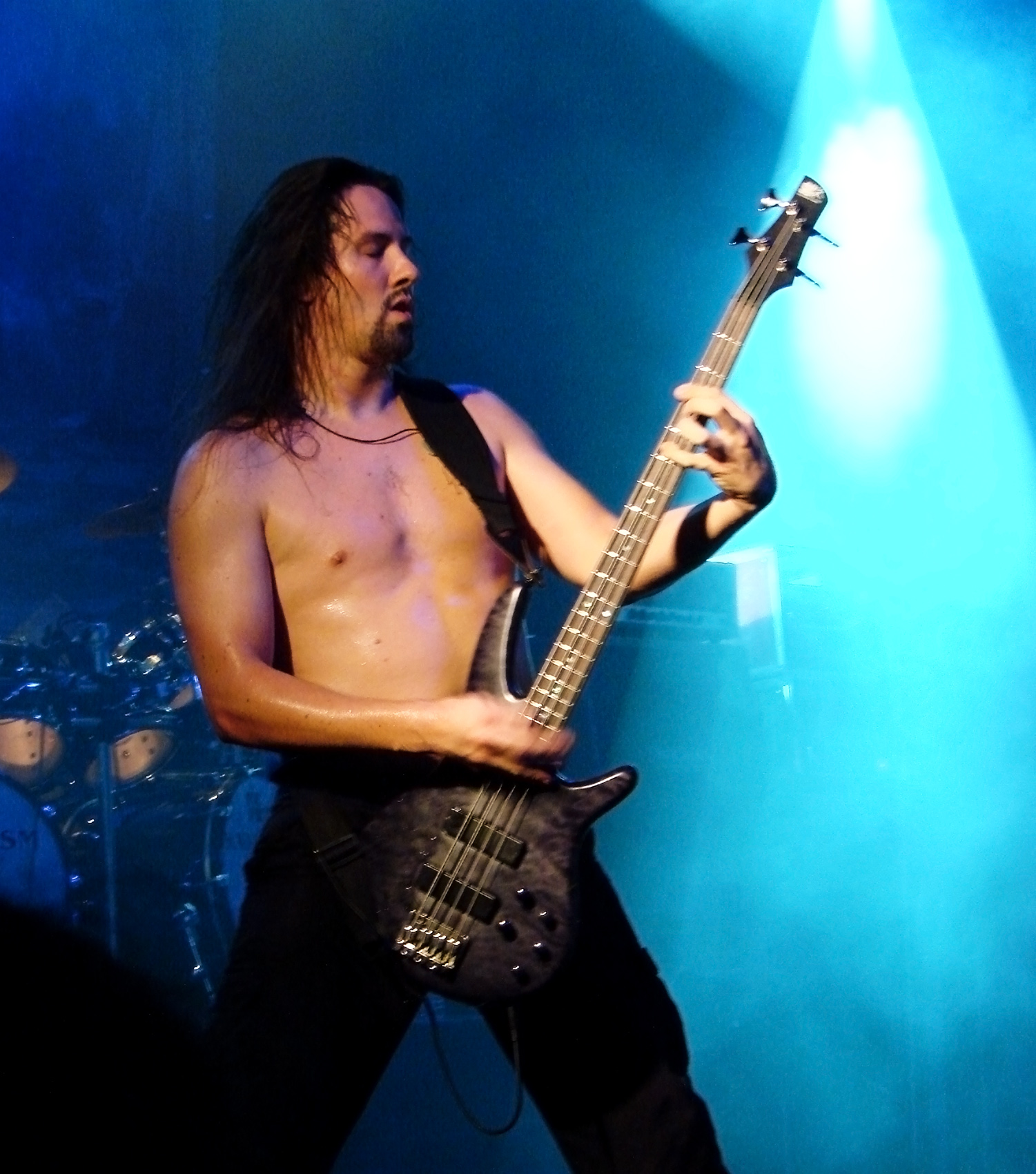
Kataklysm à Strasbourg, en 2007.

Ils publient ensuite leur premier album studio, Sorcery, et jouent à des dates européennes avec Deicide, puis devient le premier groupe canadien à tourner au Mexique. Max Duhamel est forcé de quitter le groupe à la fin de 1995 à cause d'une blessure au cartilage de son genou droit. Il est alors remplacé par le batteur américain Nick Miller. Cette formation enregistre en juin 1996, l'album Temple of Knowledge (Kataklysm Part III).
En 1998, le groupe publie son deuxième album studio, Victims of this Fallen World, un album noté pour leur changement de style musical comparé à son précédent opus. L'album qui suit, The Prophecy (Stigmata of the Immaculate), cependant, est un retour aux racines bien que moins chaotique et avec une touche de thrash metal. Après la sortie de The Prophecy (Stigmata of the Immaculate), le chanteur de Kataklysm, Maurizio Iacono, prendra des leçons vocales après avoir perdu sa voix pendant ou après les concerts.
En 2001, Kataklysm publie Epic (The Poetry of War), qui est orienté plus death metal mélodique. L'année suivante, en 2002, Kataklysm publie Shadows and Dust. L'album est considéré par les membres de Kataklysm comme l'un des meilleurs de leur carrière en particulier grâce aux ventes. L'album mêle des éléments mélodiques et la « brutalité » du death metal. Le batteur Max Duhamel quittera de nouveau le groupe en 2002 à cause de blessures. Deux ans après la sortie de Shadows and Dust, l'album Serenity in Fire est publié en 2003. Max Duhamel, le batteur, ne participe pas à l'album, et est temporairement remplacé par Martin Maurais. Martin Maurais maintient l'aspect hyperblast de Kataklysm dans Serenity in Fire. Le groupe participe à la tournée No More Serenity présentée par le magazine Metal Maniacs en mars 2004. Ils jouent avec Misery Index, Cannae et Through the Discipline. En été 2004, le groupe passe la majeure partie de son temps à réenregistrer l'album Victims of this Fallen World.
Duhamel réussit à guérir de ses blessures et à participer au huitième album de Kataklysm, In the Arms of Devastation, publié en 2006. Cette même année, le groupe Deadly Apples, originaire de Montebello, au Québec, joue pour Kataklysm le 17 décembre, à La Boîte à Chansons à Gatineau.

### Nouveaux albums (depuis 2007)

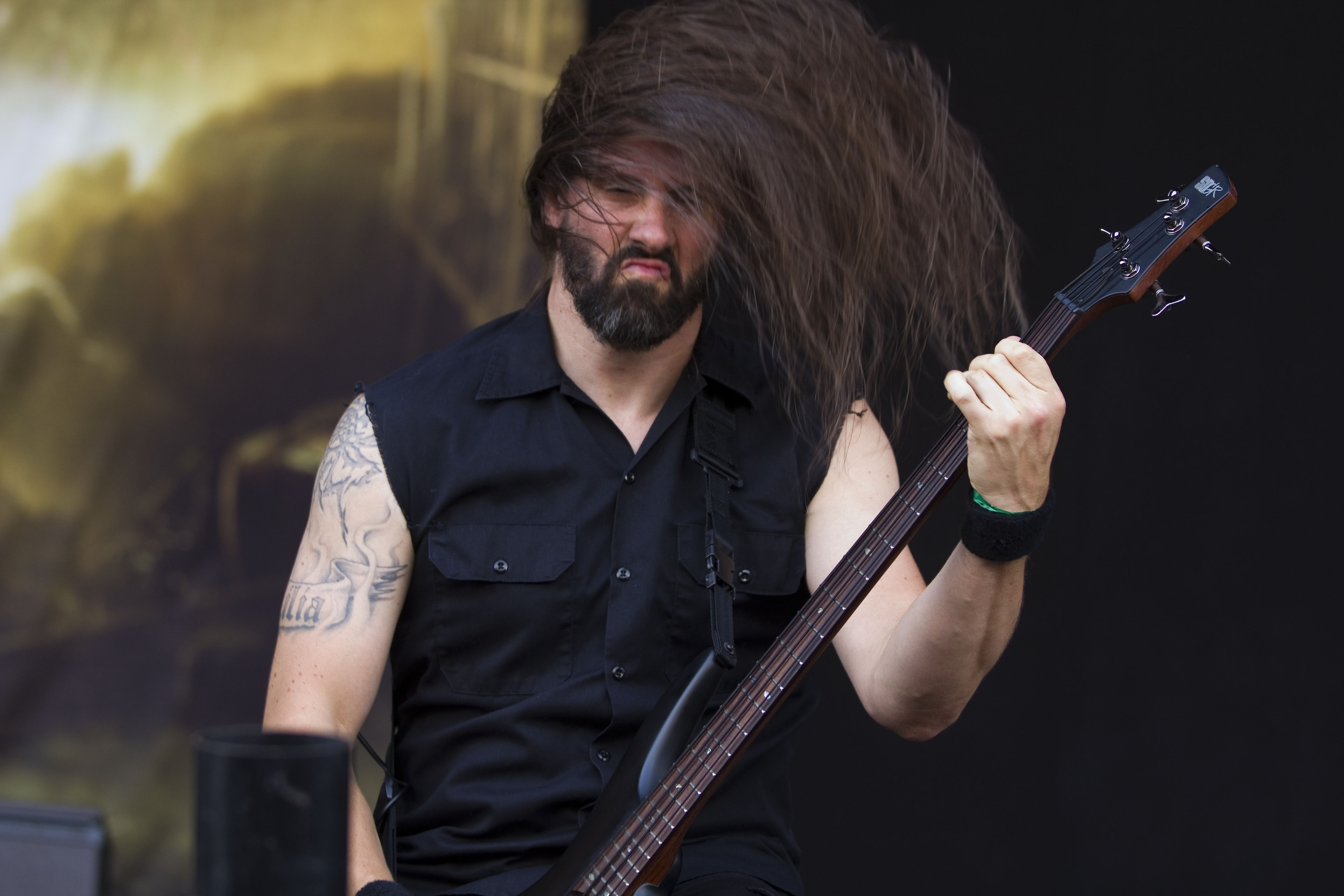
Kataklysm au festival With Full Force, en 2014.

Le groupe publie son onzième album Waiting for the End to Come le 2 octobre 2013. En 2014, le groupe participe au festival With Full Force. En novembre 2014, Kataklysm annonce son entrée en studio pour l'enregistrement d'un nouvel album dès janvier 2015.
En mai 2015, ils annoncent la sortie de leur futur album Of Ghosts and Gods pour le 31 juillet, ainsi qu'une nouvelle sauce piquante en deux saveurs : Ghost Fire et God's Fury. Le 1er juin 2015, ils publient le single Thy Serpents Tongue en streaming, chanson issue de leur futur album Of Ghosts and Gods. Leur douzième album Of Ghosts and Gods est publié le 31 juillet 2015 chez Nuclear Blast Records. Il est mixé et masterisé par Andy Sneap (Hell), et la couverture est réalisée par Surtsey Castaño Iacono. Du 22 juillet au 31 juillet 2015, date de sortie de l'album, le groupe publiera les clips des chansons.
En avril 2016, Kataklysm remporte la catégorie d'« album de heavy metal » aux Juno Awards pour Of Ghosts and Gods, dépassant ainsi Cancer Bats, Diemonds et Ken Mode. Ce même mois, ils jouent une tournée européenne baptisée Headbangers Ball  avec Iced Earth, Ensiferum et Unearth. Ils n'y jouent qu'une date en France le mercredi 7 décembre 2016 au Bataclan de Paris,. Le 27 décembre 2016, le groupe annonce des dates européennes pour 2017 durant lesquelles ils joueront les albums Shadows and Dust et Serenity in Fire pour célébrer leur 25e année d'existence.

## Style musical

Exemple de morceau northern hyperblast.

Autrefois pionnier de la musique extrême québécoise avec des influences grindcore (Napalm Death) et death metal (Cannibal Corpse, Possessed), Kataklysm devient avec le temps plus mélodique et accessible, tout en restant un groupe de metal extrême. Ce changement de direction musicale est en partie dû au renvoi du chanteur Sylvain Houde, bien que ce dernier n'écrivait pas de musique.
Par la suite, Kataklysm prend un virage vers un nouveau son qui leur est unique mais dont les éléments étaient déjà présents depuis les débuts et référés par l'étiquette « northern hyperblast » sur leur troisième album Victims of this Fallen World. Leur son unique alliant à la fois mélodie et blast beats se concrétisa davantage sur leurs quatrième et cinquième albums. C'est surtout avec la sortie de Shadows and Dust en 2002 et de Serenity in Fire en 2004 que le groupe s'affiche comme un des nouveaux leaders de la scène death metal et est reconnu internationalement. Ils font des tournées avec des groupes majeurs comme Dimmu Borgir et Unearth (mars 2007), Behemoth (septembre 2007) et Chimaira (novembre-décembre 2007).

## Membres

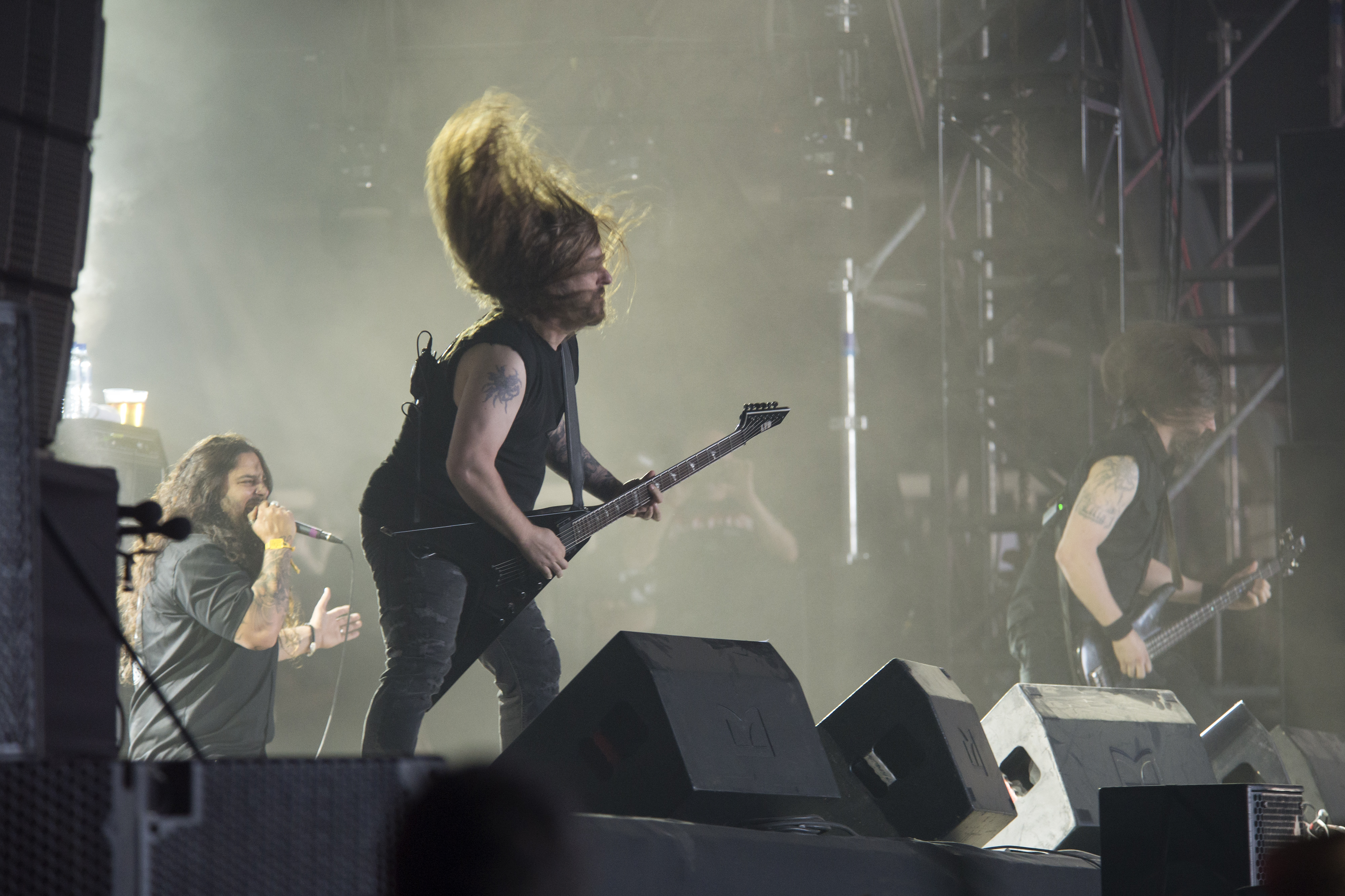
Kataklysm au Hellfest 2018.

### Membres actuels
- Maurizio Iacono - chant (depuis 1998), basse (1991-1998)
- Jean-Francois Dagenais - guitare (depuis 1991)
- Stephane Barbe - basse (depuis 1998)
- James Payne - batterie (depuis 2020)[12]

### Anciens membres
- Sylvain Houde - chant (1991-1998)
- Martin Maurais - batterie (2004-2005)
- Nick Miller - batterie (1996-1998)
- Ariel Saied - batterie (1991-1992)
- Stéphane Côté - guitare (1991-1992)
- Max Duhamel - batterie (1994–1996, 1999–2002, 2006–2013)
- Oli Beaudoin - batterie (2014-2020)[12]
- yan massey - chant (1991-??)

## Discographie

### Albums studio
- 1995 : Sorcery
- 1996 : Temple of Knowledge (Kataklysm Part III)
- 1998 : Victims of This Fallen World
- 2000 : The Prophecy (Stigmata of the Immaculate)
- 2001 : Epic (The Poetry of War)
- 2002 : Shadows and Dust
- 2004 : Serenity In Fire
- 2006 : In the Arms of Devastation
- 2008 : Prevail
- 2010 : Heaven's Venom
- 2013 : Waiting for the End to Come
- 2015 : Of Ghosts and Gods
- 2018 : Meditations
- 2020 : Unconquered
- 2023 : Goliath

### Démos
- 1992 :The Death Gate Cycle of Reincarnation
- 1993 : The Vortex of Resurrection
- 1993 : Rehearsal

### EPs
- 1993 : The Mystical Gate of Reincarnation
- 1994 : Vision the Chaos

### Albums live
- 1998 : Northern Hyperblast Live
- 2007 : Live in Deutschland - The Devastation Begins

### Compilations
- 2004 : Northern Hyper Blast / Victims of This Fallen World
- 2016 : Serenity in Fire / Shadows and Dust
- 2016 : Sorcery / the Mystical Gate of Reincarnation / Temple of Knowledge